# Sweetgreen
Sweetgreen是美國的一家連鎖速食企業。該公司設立於2006年11月，並在2007年8月開設了其第一家門店。2016年，Sweetgreen的總部從華盛頓特區搬遷至洛杉磯。截至2023年9月，Sweetgreen在美國18個州和華盛頓特區有221家店鋪。2020年，Sweetgreen獲得威比獎。

## 外部連結
- 官方网站